# Exocentrus downingi
Exocentrus downingi är en skalbaggsart som beskrevs av Fisher 1932. Exocentrus downingi ingår i släktet Exocentrus och familjen långhorningar. Inga underarter finns listade i Catalogue of Life.